# 相羽高徳
相羽 高徳（あいば たかのり、1953年 - ）は、日本のアートディレクター、空間プロデューサー、MAZE(メイズ)アーティスト。株式会社グラフィクスアンドデザイニング代表取締役会長兼社長。株式会社東京妙案開発研究所代表取締役社長。
1970年代後半よりイラストレーター、MAZE作家として活躍。1994年「新横浜ラーメン博物館」のトータルプロデュースで脚光を浴び、以後、アーティスティックな空間プロデューサーとして人気を博す。代表作に、「箱根☆サン=テグジュペリ星の王子さまミュージアム」「NINJA AKASAKA / NY / KYOTO」、関越自動車道（上り線）「寄居 星の王子さまPA」、東北自動車道羽生PA（上り線）「鬼平江戸処」などがある。

## 経歴
- 1953年 - 神奈川県横浜市に生まれる。
- 1966年 - 早稲田大学系属早稲田実業学校中学部入学。ウォルト・ディズニーをひたすら敬愛する。
- 1972年 - 同校高等部商業科卒業。在学中は美術部の部長として「いなほ祭」のプログラム制作、展覧会プロデュース、バンド活動などに明け暮れる。寺山修司主宰・天井桟敷の市街劇や折からの現代美術の新潮流に耽溺する。
- 1978年 - 雑誌『ポパイ』の連載を皮切りにフリーのイラストレーター、MAZE作家として活動する。六本木アクシス、札幌、金沢各地で個展を開催。
- 1980年 - 株式会社グラフィックス・インターナショナル設立（同社専務取締役）。
- 1991年 - グラフィクスアンドデザイニング設立。
- 1994年 - 「新横浜ラーメン博物館」、すかいらーく「GUSTO」をプロデュース。翌年、「日経流通新聞」年間優秀製品賞受賞。
- 1996年 - キッシュアンドタルト（港区白金台）直営飲食店。
- 1999年 - 箱根☆サン=テグジュペリ星の王子さまミュージアム。
- 2000年 - キャンプネポス（千葉県舞浜:イクスピアリ内）。
- 2001年 - ランキン・ランキン（渋谷店）、ぼちぼち（渋谷区広尾）、NINJA AKASAKA（赤坂）。
- 2002年 - マンハッタンダイニング（郡山）。
- 2003年 - DEAN&DELUCA（丸ノ内・品川）、I-PRIMO（長崎）。
- 2004年 - 道頓堀極楽商店街（大阪）、TIPNESS宝塚アトリウム、ガウディの舌（銀座）。
- 2005年 - 三井越後屋ステーション〈ファサードデザイン〉（日本橋）、NINJA NEWYORK（ニューヨーク）、MEDITERRASSE Maison de KOBE（神戸三宮）。
- 2006年 - Pink-latte（東京都武蔵村山市）、MAYAI MAYAI（池袋）。
- 2007年 - WINE BAR BANQUE（港区六本木）、DooRooMoo(水戸・伊勢崎)。
- 2008年 - Pink-latte（原宿店）、韓国ハッピーツアーズ（埼玉県北朝霞）、深沢1136（世田谷区深沢）、La Longevite(港区白金台) 直営飲食店。
- 2009年 - NINJA KYOTO Restaurant & Labyrinth(京都新京極)、ロックアップ2999（池袋）、Pink-latte(京都新京極)。
- 2010年 - 寄居 星の王子さまPA(関越道 上り）、Pink-latte（京都店）。
- 2011年 - KYODO406（世田谷経堂）。
- 2012年 - HALE MA'O（自由ヶ丘）、マルハン（千葉北店）。
- 2013年 - 羽生PA 「鬼平江戸処」（東北自動車道 上り）、マルハン（千葉みなと店）。日本ソムリエ協会 ソムリエ・ドヌール（名誉ソムリエ）就任。
- 2014年 - NINJA KYOTO「幻術桟敷」(京都新京極)。
- 2016年 - セブンパークアリオ柏（千葉県柏）。
- 2017年 - NINJA SHINJUKU (新宿）、AQUILOTTO（横浜市日吉）
- 2020年 - TAIHEIYO CLUB GINZA（銀座）
- 2021年 - セブンパーク天美（大阪府松原）

## 主要受賞歴
- 1980年 - 日本印刷工業会会長賞受賞/株式会社アイワ カレンダー。日経サイエンス賞受賞/株式会社日立製作所（雑誌広告分野）。
- 1982年 - デザインフォーラム入選/メイズ。
- 1987年 - ニューヨークADC賞国際部門入選/（株式会社日本香堂、株式会社日能研、新日鐵化学株式会社）。
- 1988年 - ワルシャワポスタービエンナーレ入選/（株式会社日本香堂、株式会社日能研、新日鐵化学株式会社）。パリ国立ポスター美術館パーマネントコレクション/（株式会社日本香堂、株式会社日能研、新日鐵化学株式会社）
- 1992年 - ニューヨークADC賞国際部門入選/（株式会社ユニックス CIデザイン）。
- 1993年 - ニューヨークADC賞国際部門入選/（東日本旅客鉄道株式会社）。
- 1994年 - 日本サインデザイン賞・コマーシャル賞部門入選/（新横浜ラーメン博物館）。
- 1995年 - ニューヨークADC賞国際部門銀賞/（メイズ絵本シリーズ ニューヨークADC賞国際部門入選/（新横浜ラーメン博物館VI）。日経流通新聞年間優秀製品賞/（新横浜ラーメン博物館及びガストにて）。
- 2002年 - 香港デザイン・ショー2002空間スペース部門入選/（NINJA AKASAKA）。
- 2004年 - JCDデザイン賞2004奨励賞/（黄金乃舌）。
- 2005年 - 社団法人日本ディスプレイデザイン協会ディスプレイデザイン賞/（道頓堀極楽商店街）。
- 2011年 - 香港デザイン・ショー2011プロダクトデザイン・コンセプチュアルデザイン部門入選/ (Bonsai-B)
- 2013年 - 第44回ストアフロントコンクール グランプリ/（マルハン千葉北店）
- 2014年 - 第33回ディスプレイ産業大賞 経済産業大臣賞/（鬼平江戸処（東北自動車道羽生PA（上り）））

## 著書
- 『メイズ・メタモルフォーゼ〈世界の名画編〉』（株式会社新評論・1992年）
- 『相羽高徳のメイズワールド』（株式会社新評論・1992年）
- 『東京妙案開発研究所 ─「人が賑わう空間」を創る発想力の秘密』（日本経済新聞出版社・2010年）